# Rahe Bipayan
Rahe Bipayan (en persan: راه بی پایان), littéralement: le Chemin sans fin,  est une série télévisée iranienne réalisée par Homayoun As’adian en 2007. La série a été diffusée par le canal 3 de l’IRIB.

## Synopsis
Mansour Pourvatan, qui a étudié en génie des polymères en Allemagne, revient en Iran avec un projet de fabrication des prothèses dentaires. Avec l’aide de son ancien ami, Vahid, initié au domaine, Mansour se lance dans le projet. Deux associés, Abolhassani et Toutounchi ayant le monopole de l’importation des prothèses au pays, essaient d’y entraver, se montrant intéressés d'y investir. 
Dix ans auparavant, Mansour était amoureux de Ghazal, la fille de Toutounchi. Mais à cause de la sérieuse interposition de ce dernier, Mansour n’a pas eu la chance de se marier avec elle. Cette nouvelle rencontre lui fait rappeler son ancien amour. D’autre part, la proposition tentante de Toutounchi et Abolhassani l’encourage à suivre son projet avec eux. 
Épris par Ghazal, Abolhassani demande sa main, mais Toutounchi, le père, refuse à lui laisser sa fille. Ce qui cause une tension dans la relation des deux associés à point de réveiller certains soupçons chez Toutounchi envers son associé. Si bien qu’il demande à un comptable expérimenté de vérifier les livres des comptes de leur compagnie pour découvrir des probables blanchiments d’argents faits par Abolhassani durant les dernières années. Avoir accès à ces renseignements est fatal au comptable et à Toutounchi. 
Apercevant le manque d’une part de somme d’argent que Toutounchi emportait avec lui, le gérant de la compagnie, Kamran(oncle de Ghazal), croit que le chauffeur de ce dernier l’avait tué pour son argent. Entre-temps, un individu nommé Shirzad se présent à Ghazal lui montrant un chèque signé par Toutounchi, prétendant que Mansour lui avait volé son projet durant leurs études en Allemagne. Toutounchi avait donc donné ce chèque à Shirzad pour un dédommagement. Kamran, en suivant la trace de l’enquête menée par Toutounchi, découvert le corps du comptable. 
Peu à peu,Ghazal perd son confiance en Mansour et décide de quitter le pays. Ayant de plus en plus la certitude au sujet du meurtre de Toutounchi, Kamran perd la raison et tente de se suicider mais sans succès.
Mansour suit Shirzad à l’aéroport avec son ami, Vahid qui attrape la mallette du fugitif, mais Shirzad réussit à s’échapper. Les hommes d’Abolhassani tuent Shirzad et le chauffeur, mais Kamran réussit s’échapper.
La police trouve la voiture incendiée d’Abolhassani et un corps calciné qui est d’abord identifié comme étant celui d’Abolhassani. Mais ce dernier est encore en fuite. Finalement à l’aéroport, la police toujours à ses trousses, le coince, et lui ne trouvent aucun issue, se donne la mort. L’atelier de fabrication des prothèses reprend son travail.  

## Fiche technique
- Titre original : Rahe Bipayan
- Titre en français : Chemin sans fin
- Réalisateur : Homayoun As’adian
- Scénaristes : Ali Reza Bazrafshan, Mehdi Shirzad
- Diffusé par le canal 3 de l'IRIB
- Année de sortie : 2007
- Pays :  Iran
- Genre : drame
- Langue : Persan

## Distribution
- Atila Pesyani : Behzad Toutounchi
- Farhad Aslani : Akbar Abolhassani
- Seyed Mehrdad Ziaei : Kamran Saremi
- Houman Seyyedi : Mansour Pourvahan
- Azadeh Samadi : Ghazal Toutounchi
- Bita Saharkhiz : Mina, la sœur  de Mansour
- Babak Behshad : Vahid
- Mahboubeh Bayat : Monir Khanoum
- Mehran Rajabi : Mikaïl, domestique de Toutounchi
- Hamid Mahindoost : Saeid Tammadon
- Saeid Pirdoost : Ami d’Abolhassani
- Mehdi Sabaghi : Khalil Pourvahan, le père de Mansour